# Долня Тежка Вода
Долня Тежка Вода (словен. Dolnja Težka Voda) — поселення в общині Ново Место, регіон Південно-Східна Словенія, Словенія. Висота над рівнем моря: 246,1 м.